# Michael W. Hagee

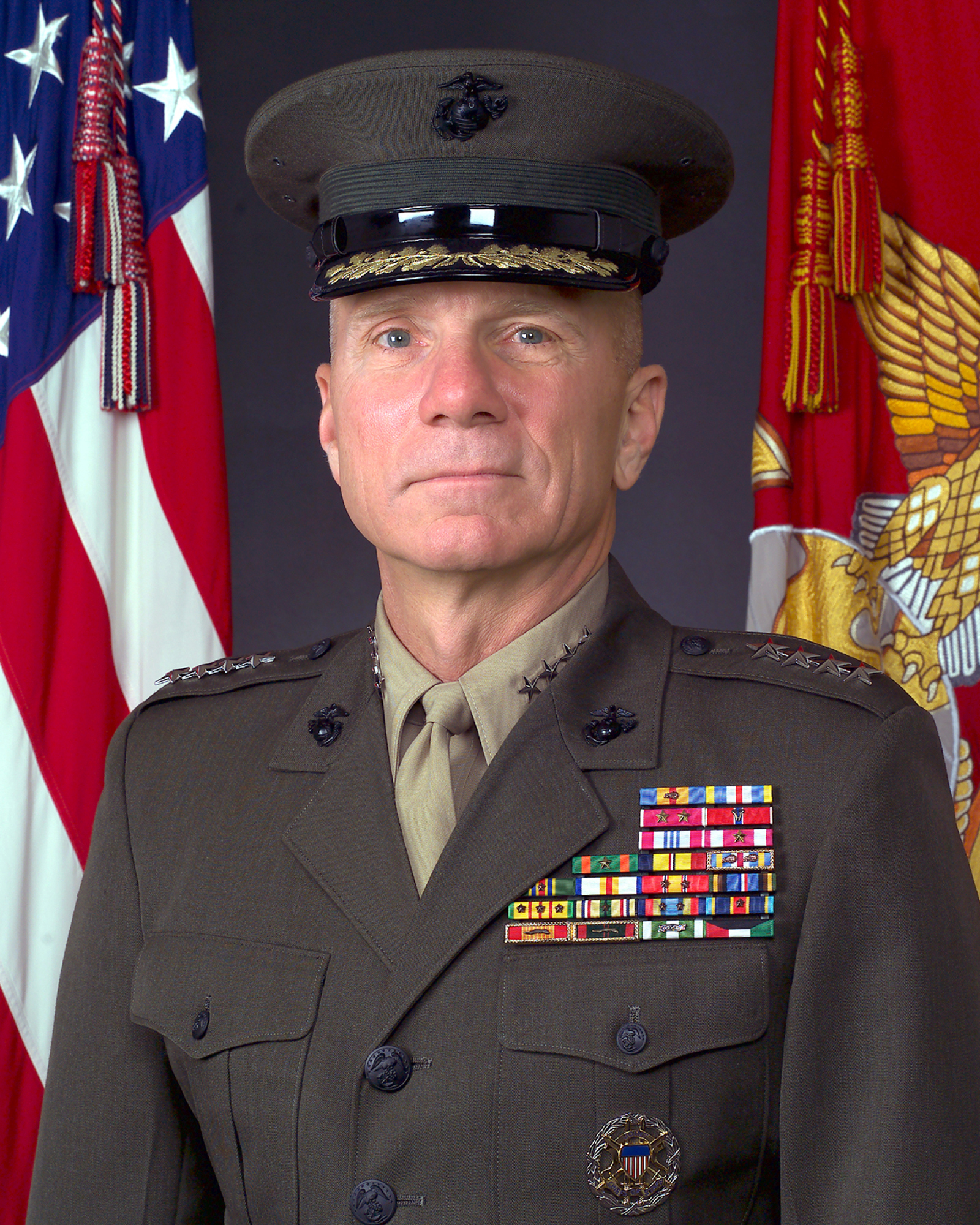
Michael W. Hagee

Michael W. Hagee (* 1. Dezember 1944), ein ehemaliger General, war der 33. Commandant des US Marine Corps und in dieser Position Mitglied der Joint Chiefs of Staff der US-Streitkräfte. Er wurde zwei Monate vor dem regulären Ende der vierjährigen Amtszeit am 13. November 2006 durch James T. Conway abgelöst und trat am 1. Januar 2007 in den Ruhestand.

## Militärische Laufbahn
Hagee schloss 1968 die US Naval Academy in Annapolis mit einem Bachelor of Science der Ingenieurwissenschaften mit Auszeichnung ab. Er hält zudem einen Master-of-Science-Grad der Elektromechanik der US Naval Postgraduate School, einen Master-of-Arts-Grad des Naval War College im Studium der nationalen Sicherheit und Strategie und ist Absolvent des Command and Staff College.
Hagee diente 1970 als Kompaniechef der A-Kompanie, 1. Bataillon des 9. US-Marineregiments in Vietnam. Von 1970 bis 1971 war er als Zugführer der A-Kompanie und Kommandierender Offizier des Hauptquartiers und der Unterstützungskompanie des 1. Bataillons, 1. US-Marineregiment. 1971 wurde er zur 1st Marine Air Command and Control Squadron versetzt und diente dort als Kommunikations- und Elektronikoffizier. Von 1972 bis 1974 war er Assistierender Direktor der Telekommunikationsschule. Dann übernahm er von 1974 bis 1976 das Kommando über die Waikele-West Loch Wachkompanie, um 1976 ein Jahr lang das Kommando über die Pearl-Harbor-Wachkompanie zu übernehmen. 1977 wurde er dann als Ausbilder in der 3. US-Marinedivision eingesetzt. Von 1978 bis 1981 lehrte er an der US Naval Academy in Annapolis, Maryland, Elektrotechnik.

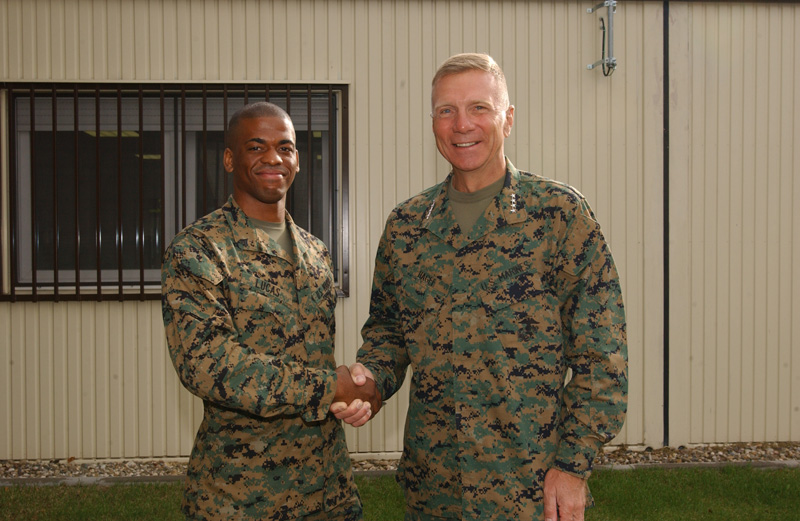
Gen. Hagee und Cpl. Lucas im neuen MARPAT-Kampfanzug

1982 wurde Hagee in das Hauptquartier des United States Marine Corps in Washington, D.C. versetzt und leitete dort bis 1986 die Planungsabteilung. Von 1987 bis 1988 diente er als Assistierender Stabschef G-1, der 2. US-Marinedivision. 1988 wurde er zum 8. US-Marineregiment versetzt und diente dort als Erster Offizier (XO) und übernahm später in diesem Jahr das Kommando des 1. Bataillons bis zum Jahre 1990. Von 1990 bis 1992 war Hagee Direktor der Humanities and Social Science Division der Marine Corps Vertretung an der US Naval Academy. Von 1992 bis 1993 war er Kommandierender Offizier der 11. Marine Expeditionary Unit (Special Operations Capable) (11thMEU/SOC) und Verbindungsoffizier zum US-Sondergesandten für Somalia. Danach diente Hagee von 1993 bis 1994 als ausführender Assistent des Assistierenden Commandant of the Marine Corps und dann bis 1995 als Direktor der Character Development Division an der US Naval Academy. Zwischen 1995 und 1996 war er militärischer Berater des Vizeverteidigungsministers in Washington, D.C. und ausführender Assistent des Director of Central Intelligence.
Im Jahre 1996 übernahm Hagee den Posten des stellvertretenden Direktors für Operationen im Hauptquartier des US European Command. 1998 übernahm er als Kommandierender General für ein Jahr die 1. US-Marineinfanteriedivision, da er 1999 wiederum für ein Jahr zum Direktor für Strategie und Planung beim US Pacific Command bestellt wurde. Von 2000 bis 2002 übernahm er dann als Kommandierender General die I. Marine Expeditionary Force, um im Jahre 2003 am 13. Januar den Posten des Commandant of the Marine Corps zu übernehmen. Zwei Monate vor dem regulären Ende seiner vierjährigen Amtszeit wurde Hagee am 13. November 2006 durch James T. Conway abgelöst und trat am 1. Januar 2007 in den Ruhestand.
Hagee, Texasdeutscher wie Chester W. Nimitz, ist verheiratet mit Silke, der Tochter des deutschen Brigadegenerals Werner Boie und Vater zweier Kinder.

## Auszeichnungen
Auswahl der Dekorationen, sortiert in Anlehnung der Order of Precedence of Military Awards:
- Defense Distinguished Service Medal (2 ×)
- Defense Superior Service Medal
- Legion of Merit (3 ×)
- Bronze Star
- Defense Meritorious Service Medal
- Meritorious Service Medal (2 ×)
- Navy & Marine Corps Achievement Medal (2 ×)
- National Defense Service Medal (3 ×)
- Vietnam Service Medal (4 ×)
- Southwest Asia Service Medal (2 ×)